# Ørbæk Bryggeri
Ørbæk Bryggeri ligger i Ørbæk på Østfyn. Det blev grundlagt i 1906 som maltølsbryggeri, og fra 1914 blev der tillige produceret hvidtøl. Bryggeriet var først familieejet, men havde skiftende ejere fra sidst i 1970'erne til starten af 1990'erne, hvor det lukkede helt.
I 1996 blev bryggeriet overtaget af de nuværende ejere Niels og Nicolai Rømer, som i begyndelsen producerede økologisk sodavand og juice. I 2001 blev ølproduktionen genoptaget, og i 2002 kom den første øl, Brown Ale, på markedet. I 2009 begyndte de også at producere whisky på bryggeriet men den produktion blev i 2017 flyttet til Nyborg Destilleri, hvor Niels og Nicolai byggede et destilleri i de nedlagte værkstedsbygninger fra DSB Gods. 
Alle produkter fra Ørbæk Bryggeri er fremstillet af økologiske råvarer.

## Produkter
- Almindelige øl:
  - Fynsk Forår
  - Ørbækker Pilsner
  - Colonial IPA
  - Classic
  - American Lager
  - Ginger Brew
  - Falkoner
  - Kong Havtorn
  - Dark Horse
  - Brown Ale
  - Ørbæk Black
  - Blonde
  - Dubbel
  - Porter
- Alkoholfrie øl:
  - Fynsk Fri
  - IPA Fri
  - Brown Ale Fri
- Sæsonøl:
  - Fynsk Påske
  - Påskebryg
  - Bock Bock
  - Kongens Fadebur Påskebryg
  - Fynsk Jul
  - Santa C Ale
  - Julebock
  - Jingle Bells
  - Juleporter
  - Julestout
  - Hvidtøl
  - Kongens Fadebur Julebryg
  - Nyborg Julebryg
- Slotsøl:
  - Nyborg Kongebryg
  - Margrete 1. Bryg
  - Valdemar Sejr Bryg
- Unika Bryg
  - Fadlagret Sour Ale
  - Symbiostout
  - Symbiostout Jul